# Stefan Reisch
Stefan Reisch (Németkér, 29 novembre 1941) è un ex calciatore tedesco, di ruolo centrocampista.

## Palmarès

### Giocatore

#### Competizioni nazionali
- Campionato tedesco: 1

Norimberga: 1960-1961
- Coppa di Germania: 1

Norimberga: 1961-1962
- Coppa del Belgio: 1

Club Bruges: 1969-1970
- Campionato svizzero: 1

Basilea: 1971-1972
- Coppa di Lega svizzera: 1

Basilea: 1972